# チェット (チェット・ベイカーのアルバム)
| 専門評論家によるレビュー             | 専門評論家によるレビュー |
| レビュー・スコア                     | レビュー・スコア         |
| 出典                                 | 評価                     |
| ------------------------------------ | ------------------------ |
| AllMusic                             | [ 1 ]                    |
| Pitchfork                            | 8.0/10                   |
| The Rolling Stone Jazz Record Guide  | [ 3 ]                    |
| The Penguin Guide to Jazz Recordings | [ 4 ]                    |

『チェット』(Chet - The Lyrical Trumpet of Chet Baker) は、ジャズ・トランペット奏者チェット・ベイカーが1959年に発表したアルバム。しばしば、副題から『ザ・リリカル・トランペット・オブ・チェット・ベイカー』とも呼ばれる。このアルバムには、ベイカーに加え、フルートのハービー・マン、バリトン・サックスのペッパー・アダムス、ピアノのビル・エヴァンス、ギターのケニー・バレル、ベースのポール・チェンバースが参加し、ドラムスはコニー・ケイが6曲、フィリー・ジョー・ジョーンズが4曲で演奏している。1958年12月から1959年1月にかけて録音されたこのアルバムは、リバーサイド・レコードからリリースされた。
1950年代末当時のベイカーは、トランペットの演奏と同様に、歌唱によっても知られていたが、このアルバムは、全面的にインストゥルメンタルである。9曲のスタンダード・バラード（および、CD盤でボーナストラックとして追加された、ベイカー作曲の「Early Morning Mood」）の、ハード・バップからクール・ジャズのスタイルによる演奏が収録されている。このアルバムは、全面的にバラードの雰囲気で貫かれているが、相当の多様性も盛り込まれている。
チェンバース＝エヴァンス＝ジョーンズの3人によるリズム・セクションは、当時、トランペット奏者マイルス・デイヴィスとの共演によって広く知られていた。

## 評価
オールミュージック (AllMusic) のデイヴ・ネイサン (Dave Nathan) は、星4つを付け、「『チェット』は、ベイカーが管楽器を扱う特別な流儀を聴ける、良いアルバムであり、共演した最高のジャズ・アーティストたちの存在と貢献によって、さらに魅力的なものとなっている」と述べている。

## トラックリスト
| #   | タイトル                                                                                    | 作詞・作曲                                                       | 時間 |
| --- | ------------------------------------------------------------------------------------------- | ---------------------------------------------------------------- | ---- |
| 1.  | 「アローン・トゥゲザー / Alone Together」                                                   | ハワード・ディーツ、アーサー・シュワルツ                         | 6:46 |
| 2.  | 「ハウ・ハイ・ザ・ムーン / How High the Moon」                                              | ナンシー・ハミルトン、モーガン・ルイス                           | 3:31 |
| 3.  | 「イット・ネヴァー・エンタード・マイ・マインド / It Never Entered My Mind」                 | ロレンツ・ハート、リチャード・ロジャース                         | 4:36 |
| 4.  | 「ティス・オータム / 'Tis Autumn」                                                          | ヘンリー・ネモ                                                   | 5:12 |
| 5.  | 「イフ・ユー・クッド・シー・ミー・ナウ / If You Could See Me Now」                          | タッド・ダメロン、カール・シグマン                               | 5:11 |
| 6.  | 「セプテンバー・ソング / September Song」                                                   | マクスウェル・アンダーソン、クルト・ヴァイル                     | 3:00 |
| 7.  | 「ユード・ビー・ソー・ナイス・トゥ・カム・ホーム・トゥ / You'd Be So Nice to Come Home To」 | コール・ポーター                                                 | 4:38 |
| 8.  | 「タイム・オン・マイ・ハンズ / Time on My Hands (You in My Arms)」                          | ヴィンセント・ユーマンス、ハロルド・アダムソン、マック・ゴードン | 4:27 |
| 9.  | 「あなたと夜と音楽と / You and the Night and the Music」                                    | ハワード・ディーツ、アーサー・シュワルツ                         | 3:50 |
| 10. | 「アーリー・モーニング・ムード / Early Morning Mood CDのボーナストラック」                  | チェット・ベイカー                                               | 9:02 |

トラック1-3、および、5-7 は、1958年12月30日に、トラック4、および、8-10 は、1959年1月19日に、いずれもニューヨークで録音された。

## パーソネル

### 1958年12月30日：トラック1-3、5-7
- チェット・ベイカー - トランペット
- ハービー・マン - アルト・フルート（トラック3、6 を除く）
- ペッパー・アダムス - バリトン・サックス（トラック3、6 を除く）
- ビル・エヴァンス - ピアノ（トラック3、6 を除く）
- ケニー・バレル - ギター（トラック3、6 を除く）
- ポール・チェンバース - ベース
- コニー・ケイ - ドラムス

### 1959年1月19日：トラック4、8-10
- チェット・ベイカー - トランペット
- ハービー・マン - アルト・フルート（トラック8 を除く）
- ペッパー・アダムス - バリトン・サックス（トラック8 を除く）
- ビル・エヴァンス - ピアノ
- ケニー・バレル - ギター
- ポール・チェンバース - ベース
- フィリー・ジョー・ジョーンズ - ドラムス